# Seestrasse rechtsufrig
Die rechtsufrige Seestrasse verläuft dem rechten Seeufer des Zürichsees in der Schweiz entlang. Sie führt von der Stadt Zürich bis zur Kantonsgrenze von Zürich und St. Gallen und ist eine Teilstrecke der Hauptstrasse 17.

## Geschichte

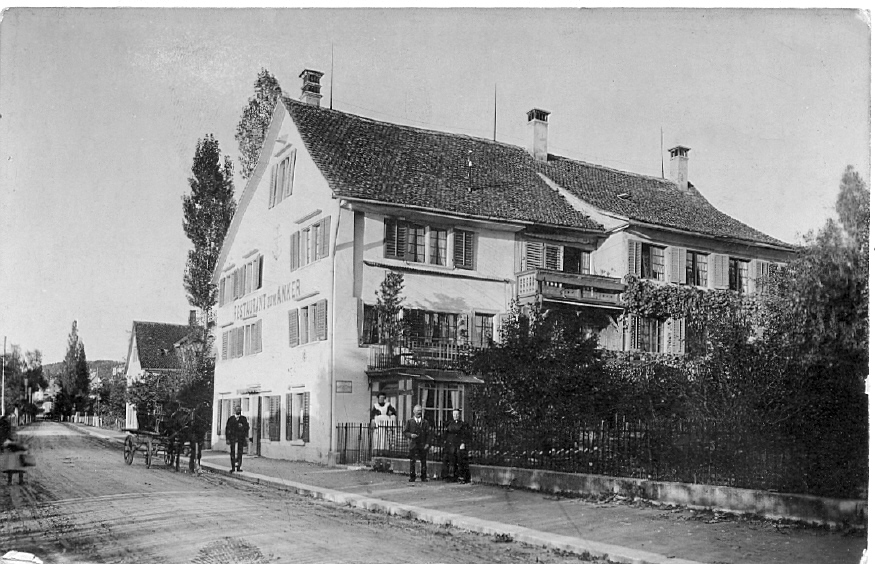
Ungepflästerte Seestrasse in Zollikon 1915

Zwischen 1833 und 1857 wurde die Seestrasse in zeitlich und örtlich unregelmässigen Abschnitten erbaut. Da die Strasse dem Ufer entlang führte, waren Aufschüttungen und Stützmauern notwendig. Vorgänger der Seestrasse war die Alte Landstrasse, die auf halber Höhe dem See entlang durch die Dörfer führte und streckenweise schwierig zu befahren war. Direkt dem See entlang führte an vielen Stellen ein schmaler Fuss- oder Reitweg. Um 1833 entschied der Kanton Zürich, dem See entlang eine neue Strasse zu bauen.
Über die Bauausführung liegen unterschiedliche Angaben vor:
Gemäss einer Quelle wurde mit dem Bau von Stäfa aus in Richtung Kantonsgrenze angefangen. Während in Küsnacht erst um 1843 mit dem Bau begonnen wurde, waren Teile in Stäfa sowie Herrliberg bereits fertig. Nach einigen Komplikationen wurde im Juli 1852 die Seestrasse in Meilen für den Verkehr geöffnet.

Gemäss einer zweiten Quelle wurde die Strasse zuerst von Meilen in Richtung Stadt Zürich erbaut. In den 1830er Jahren war die Seestrasse von Meilen bis Zürich schon erstellt worden. Durch das Gemeindegebiet von Uetikon wurde sie erst um 1849/50 fortgesetzt.

Entwicklung – Seestrasse in Zollikon
Um 1715: Das Haus zum Traubenberg in Zollikon lag direkt am See
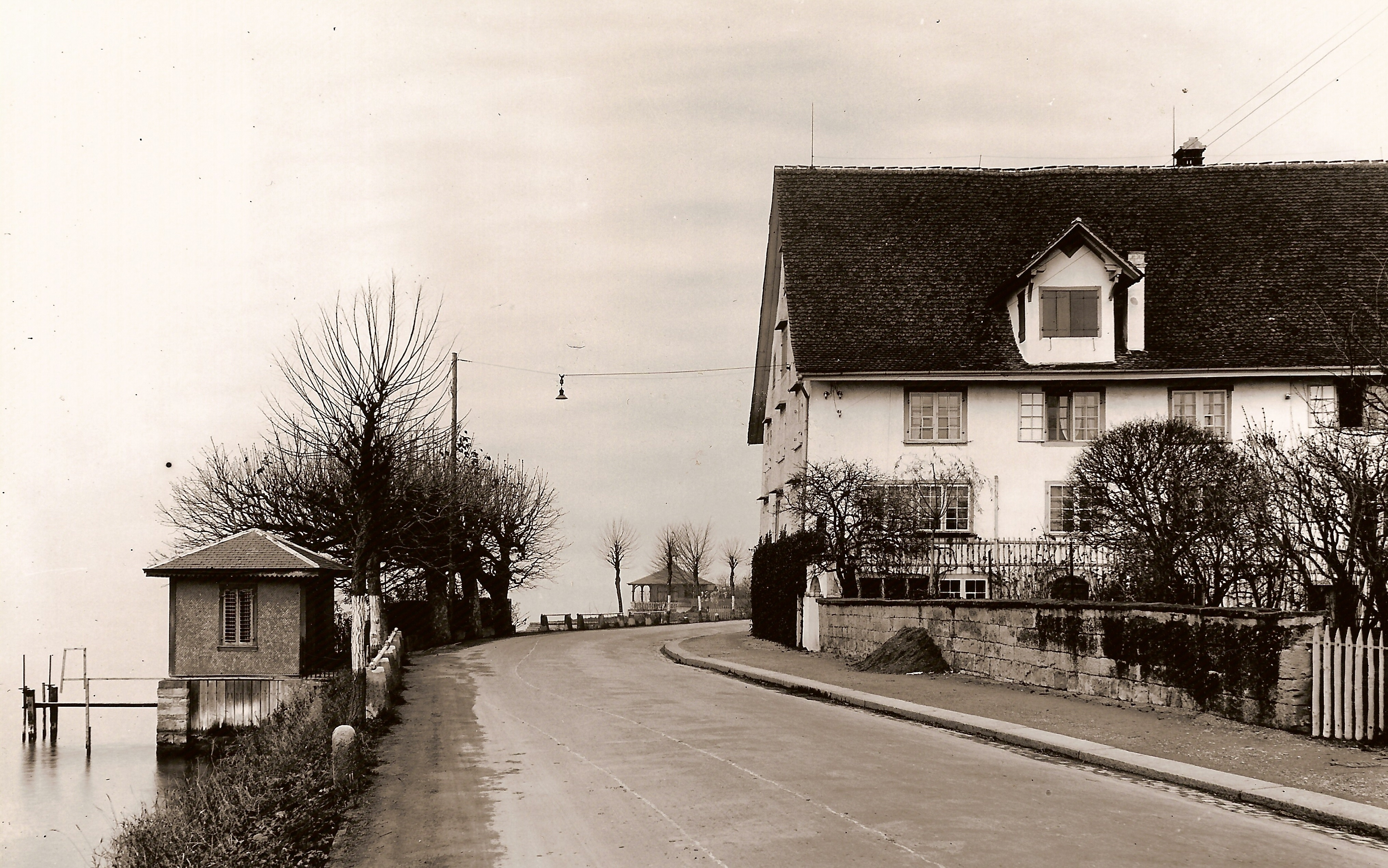
Um 1925: ungepflasterte Aufschüttung
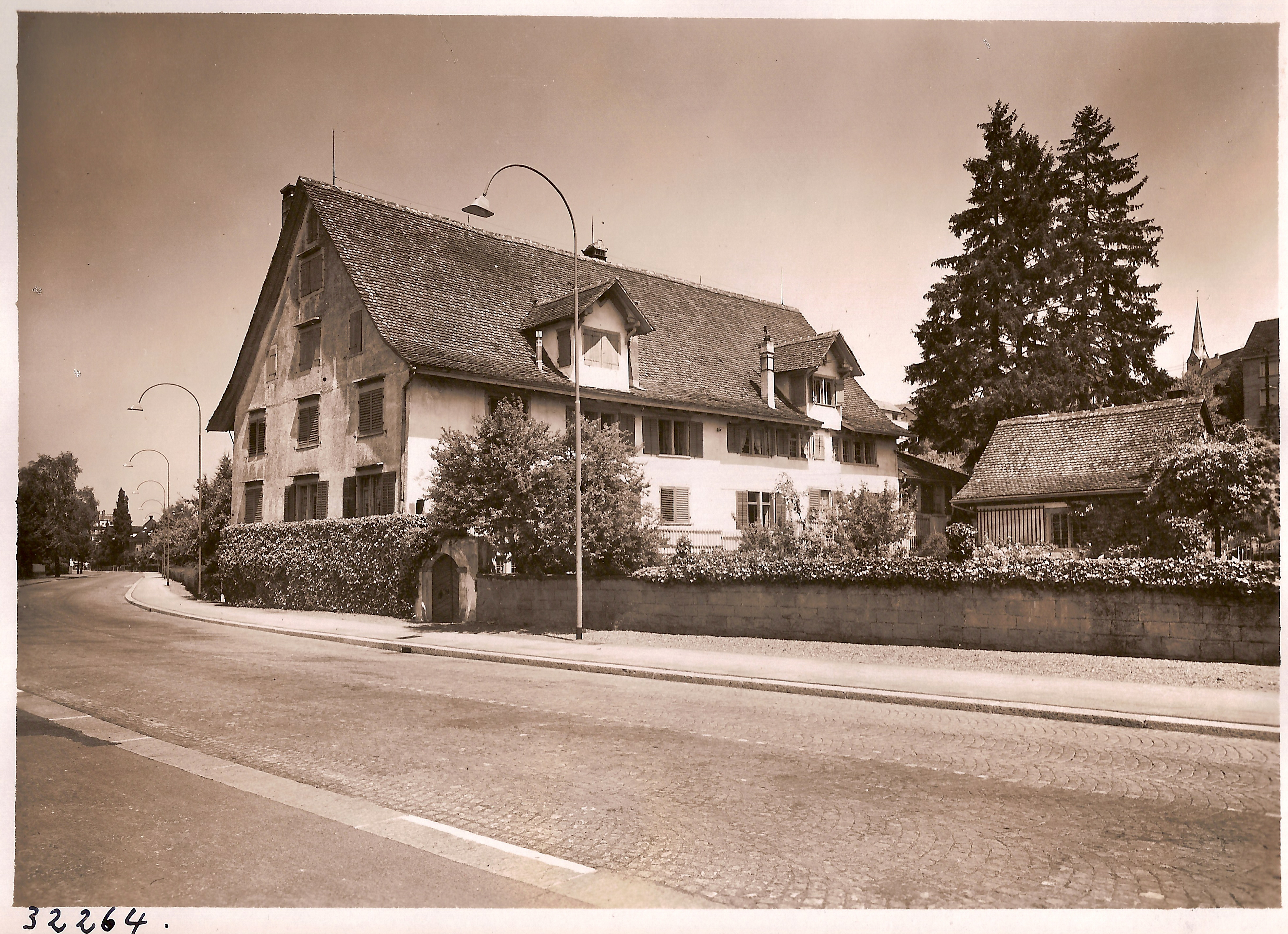
1944: mit Kopfsteinpflaster
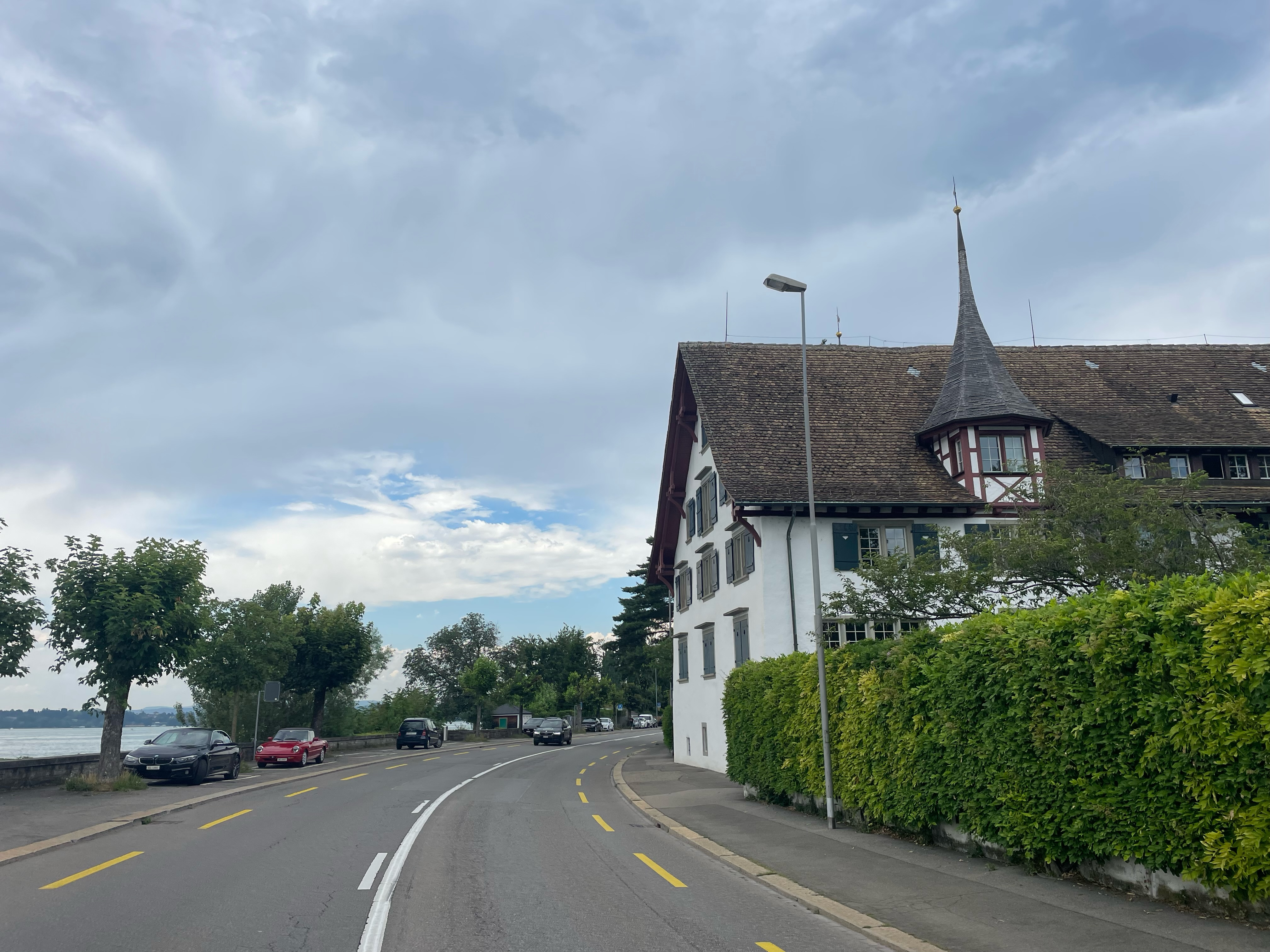
2022: moderne Strasse

## Verlauf
Die Strasse beginnt in Tiefenbrunnen in der Stadt Zürich und verläuft entlang der Goldküste durch mehrere Gemeinden bis zur Kantonsgrenze von Kanton Zürich und Kanton St. Gallen. Die Seestrasse führt durch die Gemeinden Zollikon, Küsnacht, Erlenbach, Herrliberg, Meilen, Uetikon, Männedorf, Stäfa und Hombrechtikon.
Die Seestrasse beginnt bei den Koordinaten ca. 47° 20′ 48″ N, 8° 33′ 51″ O und endet ca. 47° 14′ 21,8″ N, 8° 47′ 12,1″ O. Die Länge beträgt etwas über 24 Kilometer.
Die weiterführende Strasse bei der Kreuzung bei Tiefenbrunnen ist die Bellerivestrasse, bei der Kantonsgrenze zu St. Gallen die Zürcherstrasse.

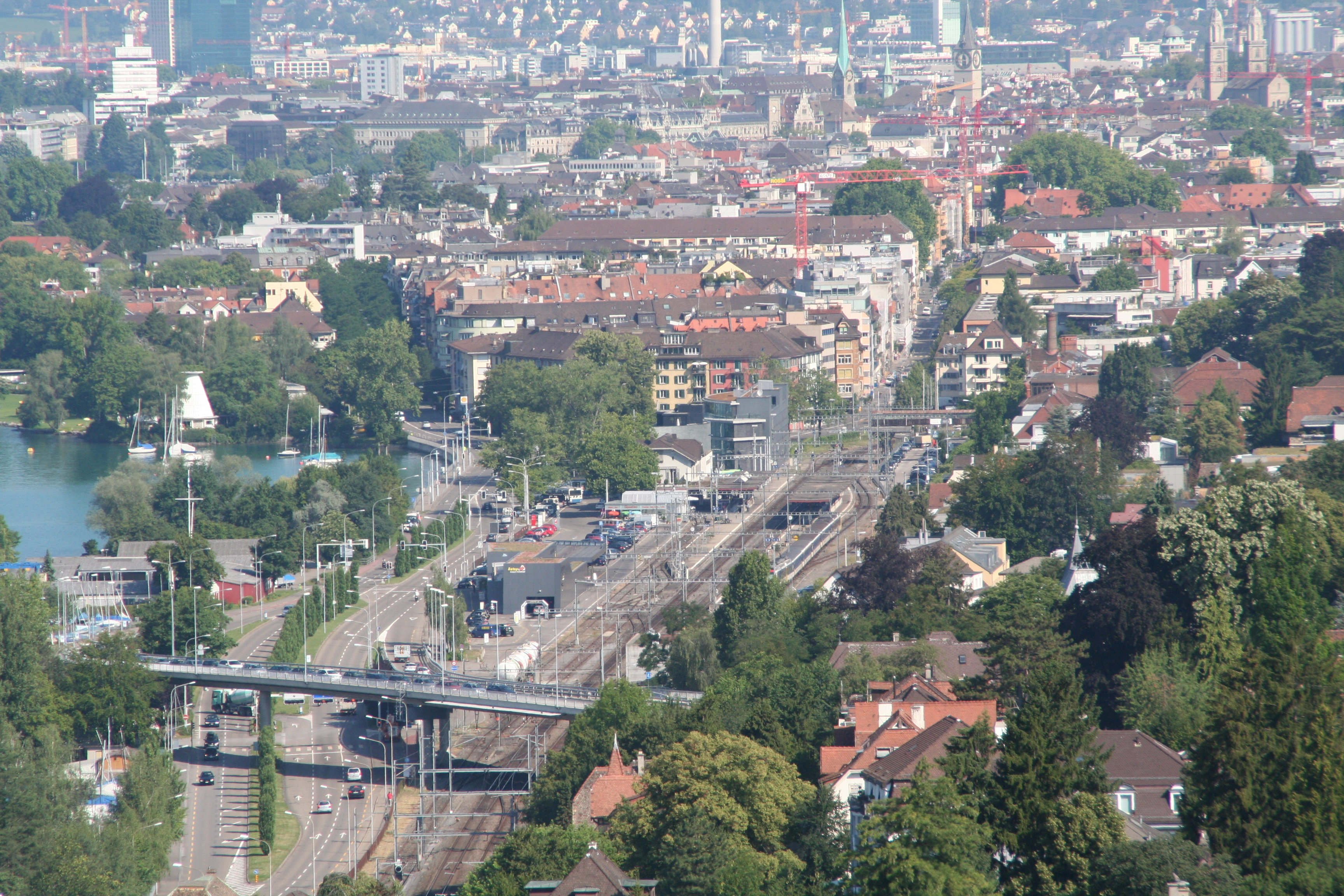
Brücke nach Zollikon bei Tiefenbrunnen
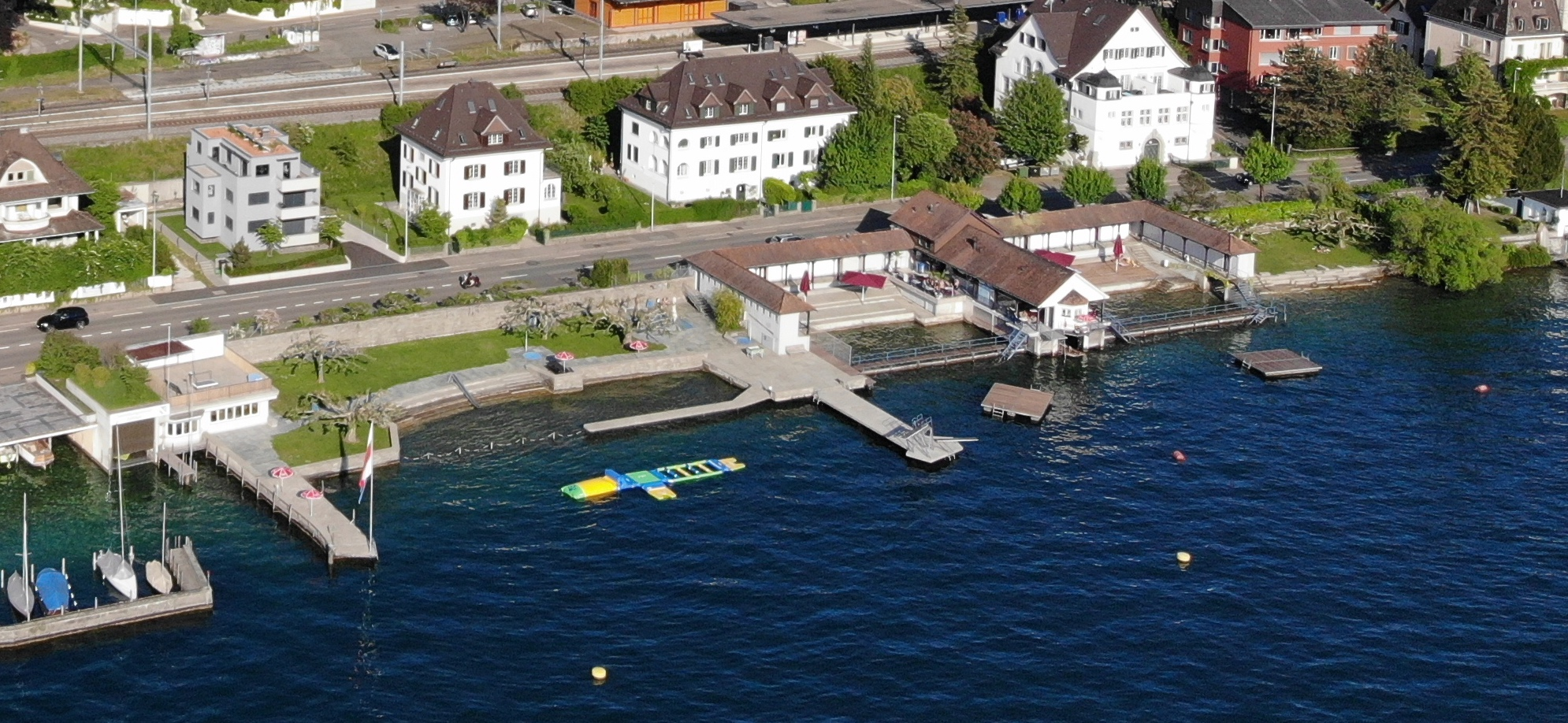
Seestrasse in Zollikon hinter der Badi
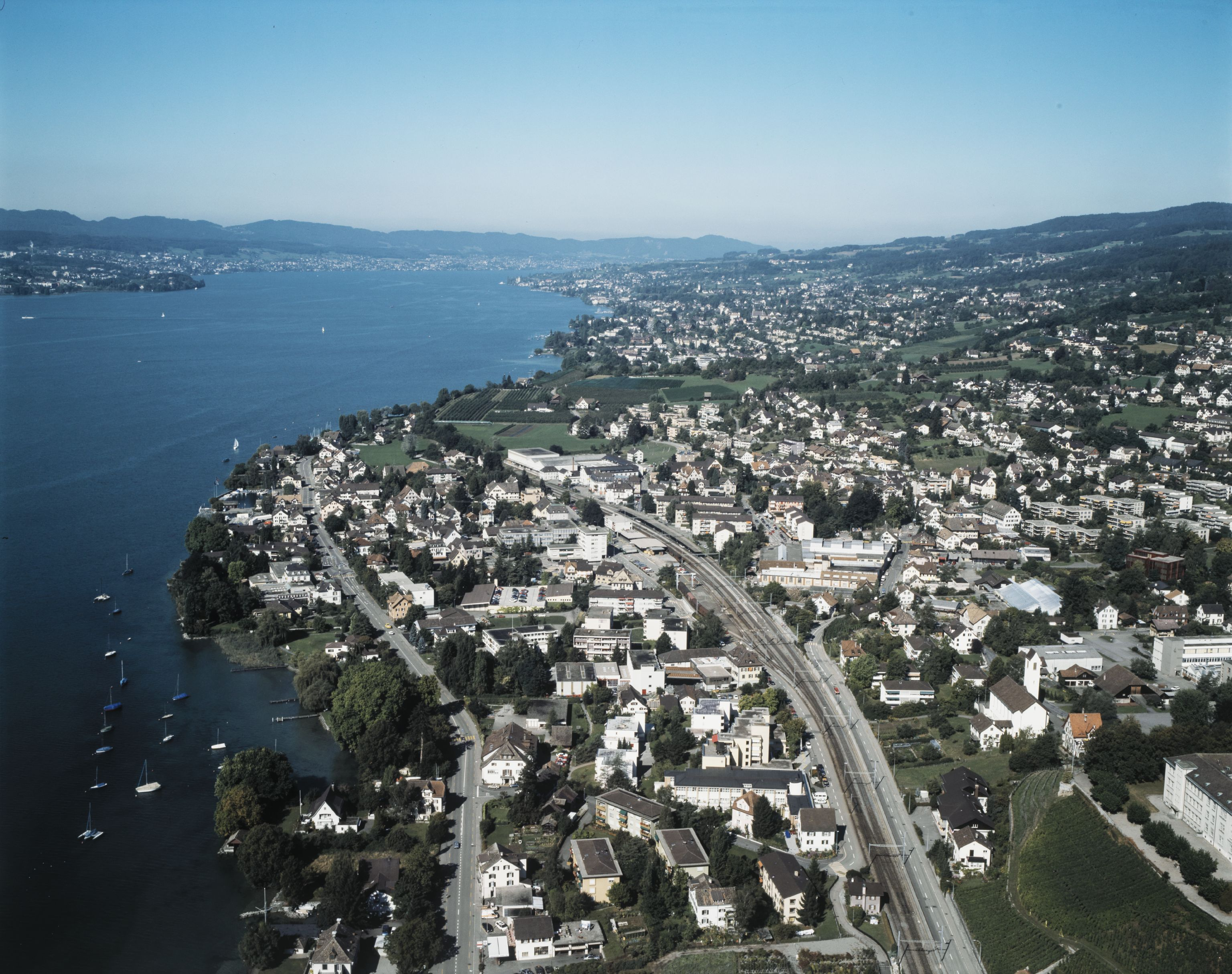
Stäfa mit Seestrasse
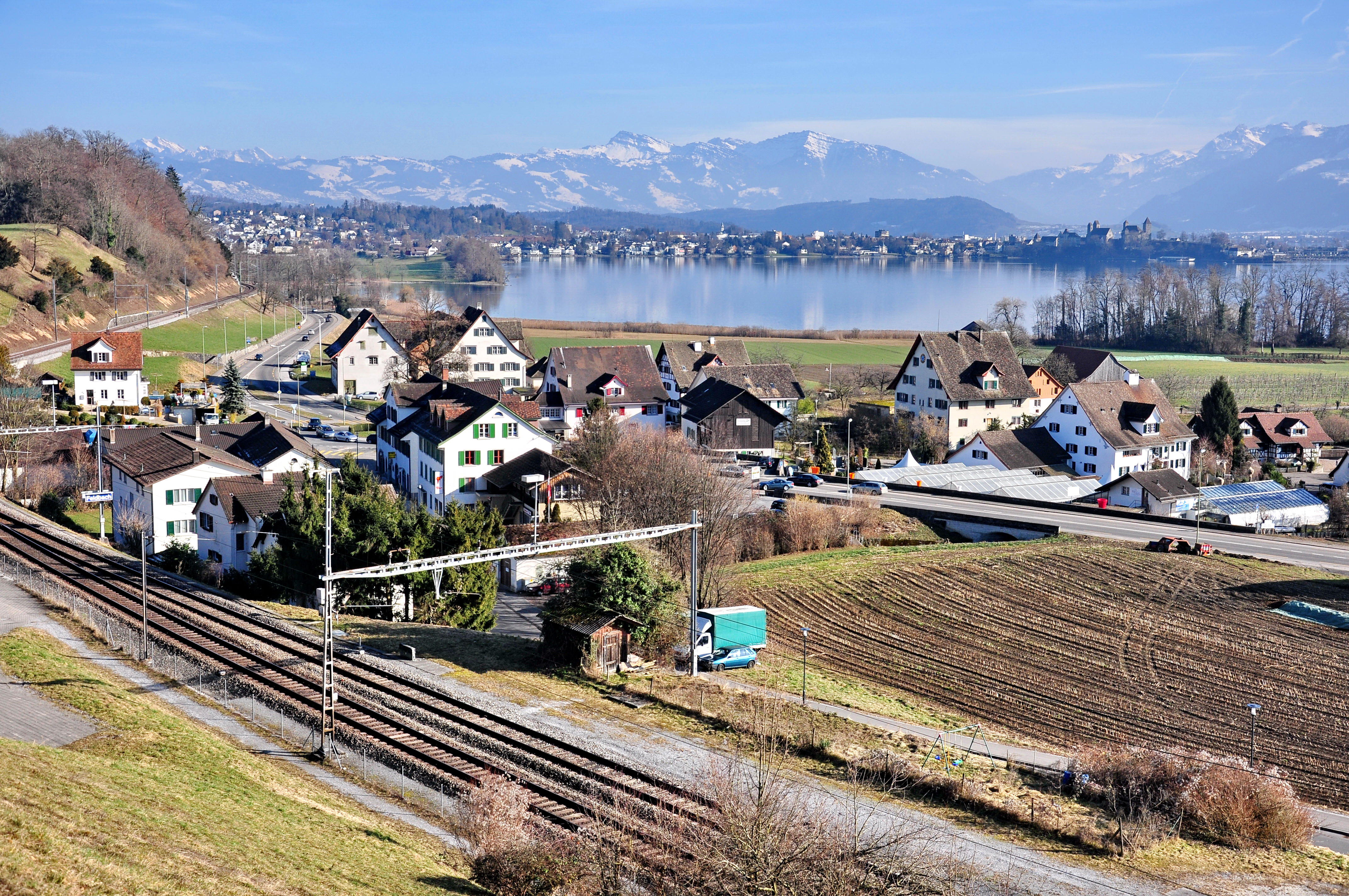
Seestrasse in Feldbach